# Vulcaniella klimeschi
Vulcaniella klimeschi là một loài bướm đêm thuộc họ Cosmopterigidae. Nó được tìm thấy ở Macedonia, mainland Hy Lạp và Crete.
Ấu trùng ăn Salvia ringens.Chúng ăn lá nơi chúng làm tổ. 